# Laura Kahunde
Laura Kahunde es una actriz ugandesa. 

## Biografía
Kahunde es la menor de los hijos de Gerald y Catherine Manyindo. También es prima de Oyo Nyimba Kabamba Iguru Rukidi IV de Toro y hermana de la cantante y actriz Juliana Kanyomozi.

## Carrera
Es conocida por haber protagonizado las películas de Mariam Ndagire Hearts in Pieces junto a Abby Mukiibi, Where We Belong, y Dear Mum con la propia Mariam Ndagire. También protagonizó Hello de Usama Mukwaya, que le valió un premio como mejor actriz en los premios para estudiantes del MNFPAC 2011. Participó en la película de Henry Ssali Bullion con su hermana Juliana Kanyomozi. Volvió a trabajar con Usama Mukwaya en la película Love faces junto a Moses Kiboneka Jr. y Patriq Nkakalukanyi.